# Santiago (eiland)
Santiago (Portugees: São Tiago) is het grootste en belangrijkste van de Kaapverdische Eilanden. Het meet 991 km² en telt 274.044 inwoners. De Kaapverdische hoofdstad Praia, de hoofdstad van de archipel, ligt op dit eiland, dat behoort tot de geografische regio Ilhas de Sotavento.

## Geografie
Plaatsen op het eiland Santiago met meer dan 5.000 inwoners in 2010:
| Nr. | Plaatsnaam     | Aantal  |
| --- | -------------- | ------- |
| 1   | Praia          | 127.832 |
| 2   | Santa Catarina | 12.026  |
| 3   | Assomada       | 7.067   |

### Landschap
Van Santiago wordt gezegd dat het veel op Afrika lijkt, door bergachtig gebied en groene valleien. Aan de oostkust zijn bananenplantages. Het eiland is van vulkanische oorsprong. De hoogste berg is de Pico da Antónia (1394 m). Het bergachtige midden van het eiland is relatief neerslagrijk en daardoor het meest vruchtbare gebied van de archipel.

### Klimaat
Santiago heeft een tropisch klimaat. De gemiddelde maandtemperatuur bedraagt minimaal 19-24 graden en maximaal 25-29 graden. Er valt regen (19 dagen per jaar, het meeste in de maanden augustus, september en oktober). De luchtvochtigheid bedraagt 59 tot 76%.

## Geschiedenis
Het eiland werd rond 1460 ontdekt door António da Noli, die vervolgens van 1462 tot 1496 kapitein was van het garnizoen in het door hem gestichte Ribeira Grande (tegenwoordig Cidade Velha), de eerste Europese nederzetting in de tropen.

Omstreeks 1720 woonden er zo'n 12.000 mensen, een aantal dat aan het eind van de eeuw zou oplopen tot 26.000. De bevolking was een etnische smeltkroes van Afrikanen en Portugezen; er woonden maar enkele tientallen blanke Europeanen.
Jan Frans Michel uit Mechelen in de Zuidelijke Nederlanden zette er op 15 november 1752 voet aan wal, tijdens de tweede Chinavaart van de Pruisische Aziatische Compagnie, en beschreef het eiland uitvoerig.
Elisabeth van der Woude uit Nieuwe Niedorp beschreef in haar uitgegeven dagboek de reis naar Nederlands-Guiana en haar bezoek aan Santiago in 1677, waar vader overleed en illegaal begraven moest worden, omdat hij Gereformeerd was en niet rooms-katholiek.

## Cultuur
De oude hoofdstad Cidade Velha, het historisch centrum van Ribeira Grande, vlak bij Praia, is een toeristische bezienswaardigheid geworden. Het staat op de werelderfgoedlijst.

## Vervoer

### Luchtvaart
In het zuidwesten van het eiland Santiago ligt de internationale Luchthaven Praia (IATA: RAI, ICAO: GVNP).

### Scheepvaart
Vanuit Praia kunnen de volgende plaatsen met de boot worden bereikt:
- Sao Filipe op het eiland Fogo
- Furna op het eiland Brava
- Mindelo op het eiland São Vicente

### Vervoer met de bus
In Praia is een uitgebreid busnetwerk dat verzorgd wordt door Moura Company en Sol Atlantico. Het vervoer is relatief goedkoop.

### Taxi
Alle taxi´s in Kaapverdie hebben een bepaalde kleur. Voor het eiland Santiago is dit beige. Er zijn veel taxi´s beschikbaar, dag en nacht. De taxi mag overal stoppen om passagiers te laten in- of uitstappen.

## Economie

### Toerisme
In de stad Praia is het centrum van de stad en de Mercado de Sucupira een bezienswaardigheid. Cidade Velha heeft veel huizen en andere bouwwerken uit de 16e eeuw en behoort tot het cultureel werelderfgoed. Bij Tarrafal, in het noorden van het eiland, is een prachtig strand. Rond Rui Vaz kunnen mooie wandeltochten door de bergen worden gemaakt.

## Afbeeldingen

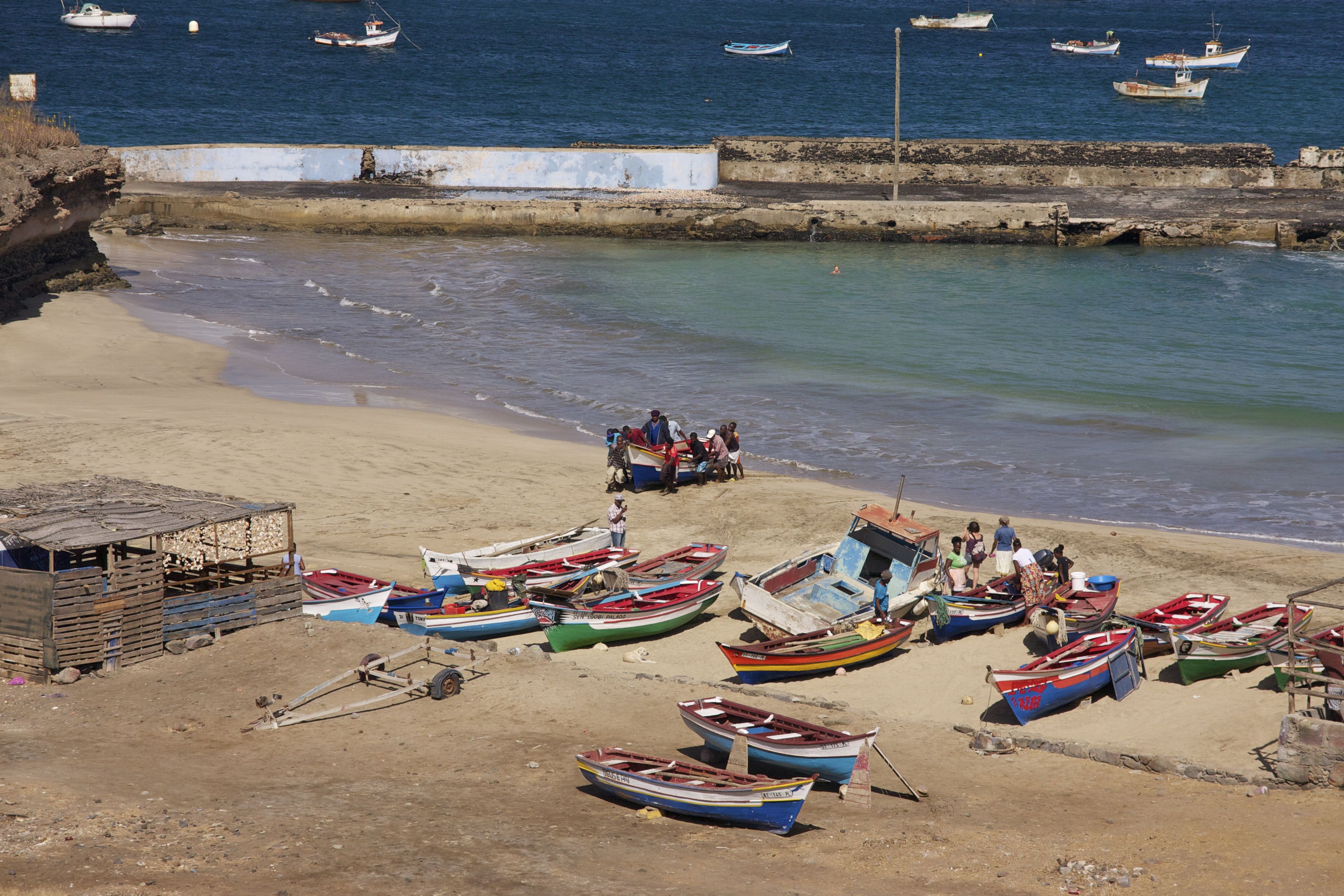
Strand van Tarrafal
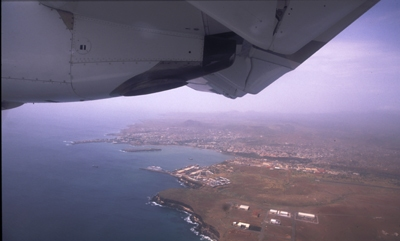
Santiago vanuit de lucht
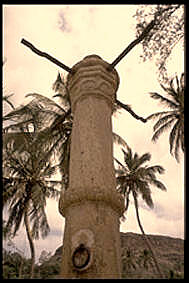
Schandpaal in Cidade Velha
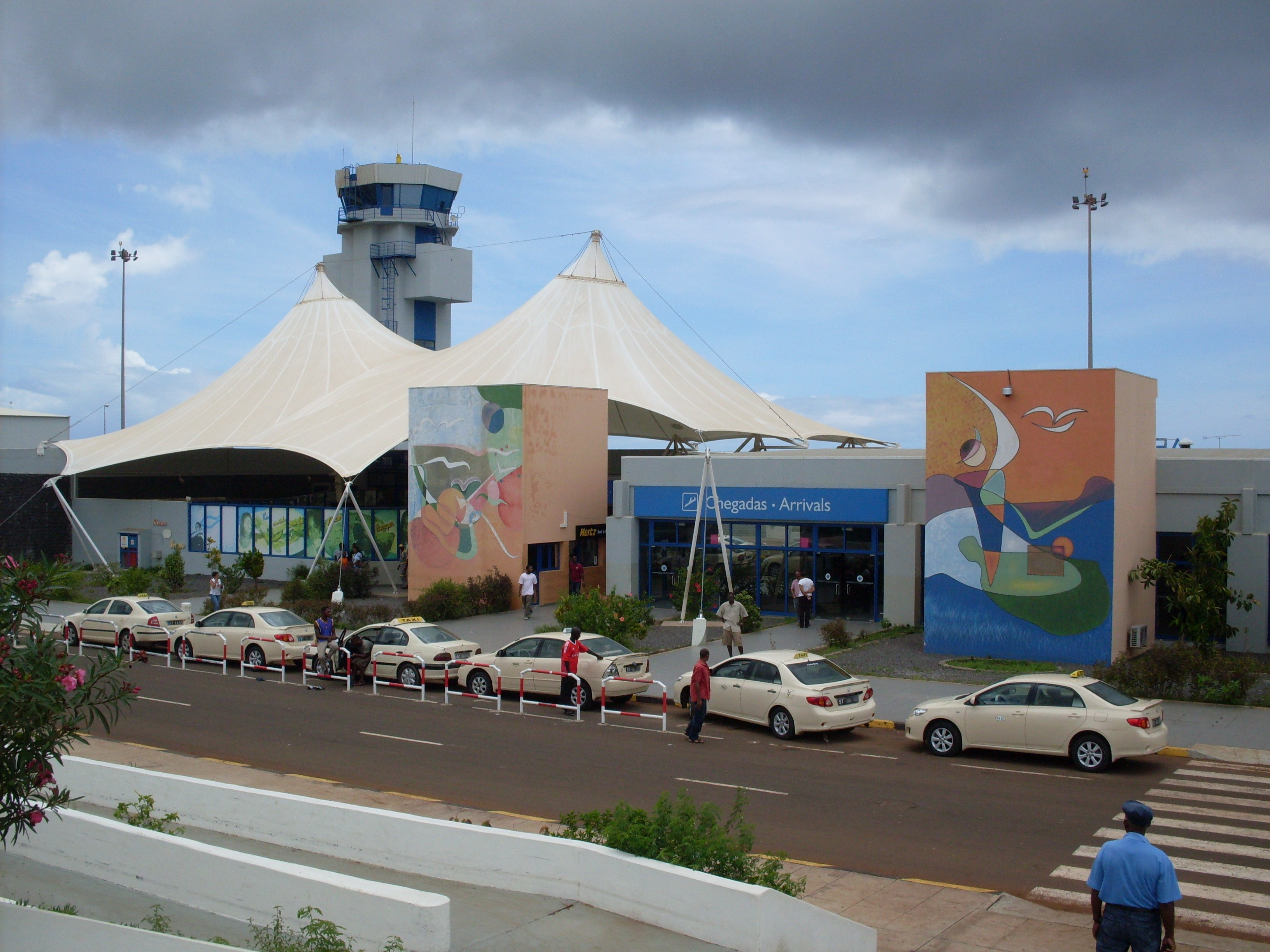
Luchthaven Praia

Barlavento-archipel: Boa Vista · Branco · Razo · Sal · Santa Luzia · Santo Antão · São Nicolau · São Vicente

Sotavento-archipel: Brava · Fogo · Maio · Santiago